# Nicolas Bürgy
Nicolas Sandro Bürgy (Belp, 7 de agosto de 1995), más conocido como Nicolas Bürgy, es un futbolista suizo que juega de defensa en el Odense BK de la Primera División de Dinamarca.

## Clubes
| Club                  | País      | Año       |
| --------------------- | --------- | --------- |
| B. S. C. Young Boys   | Suiza     | 2015-2022 |
| FC Wohlen (cedido)    | Suiza     | 2015-2016 |
| FC Thun (cedido)      | Suiza     | 2017-2018 |
| FC Aarau (cedido)     | Suiza     | 2018-2019 |
| SC Paderborn (cedido) | Alemania  | 2021      |
| Viborg FF             | Dinamarca | 2022-2025 |
| Odense BK             | Dinamarca | 2025-     |

## Palmarés

### Títulos nacionales
| Título             | Club                | País  | Año  |
| ------------------ | ------------------- | ----- | ---- |
| Superliga de Suiza | B. S. C. Young Boys | Suiza | 2020 |
| Copa de Suiza      | B. S. C. Young Boys | Suiza | 2020 |